# Lucas Samaras
Pour les articles homonymes, voir Samaras.
Lucas Samaras est un artiste plasticien américain d'origine grecque né le 14 septembre 1936 à Kastoria (Royaume de Grèce) et mort le 7 mars 2024 à New York (États-Unis). 
Il se fait d'abord connaître comme peintre, sculpteur et performer avant de s'engager dans la photographie, se spécialisant dans des autoportraits réalisés au Polaroid et retouchés ensuite pour leur faire subir des déformations souvent inquiétantes.

## Biographie

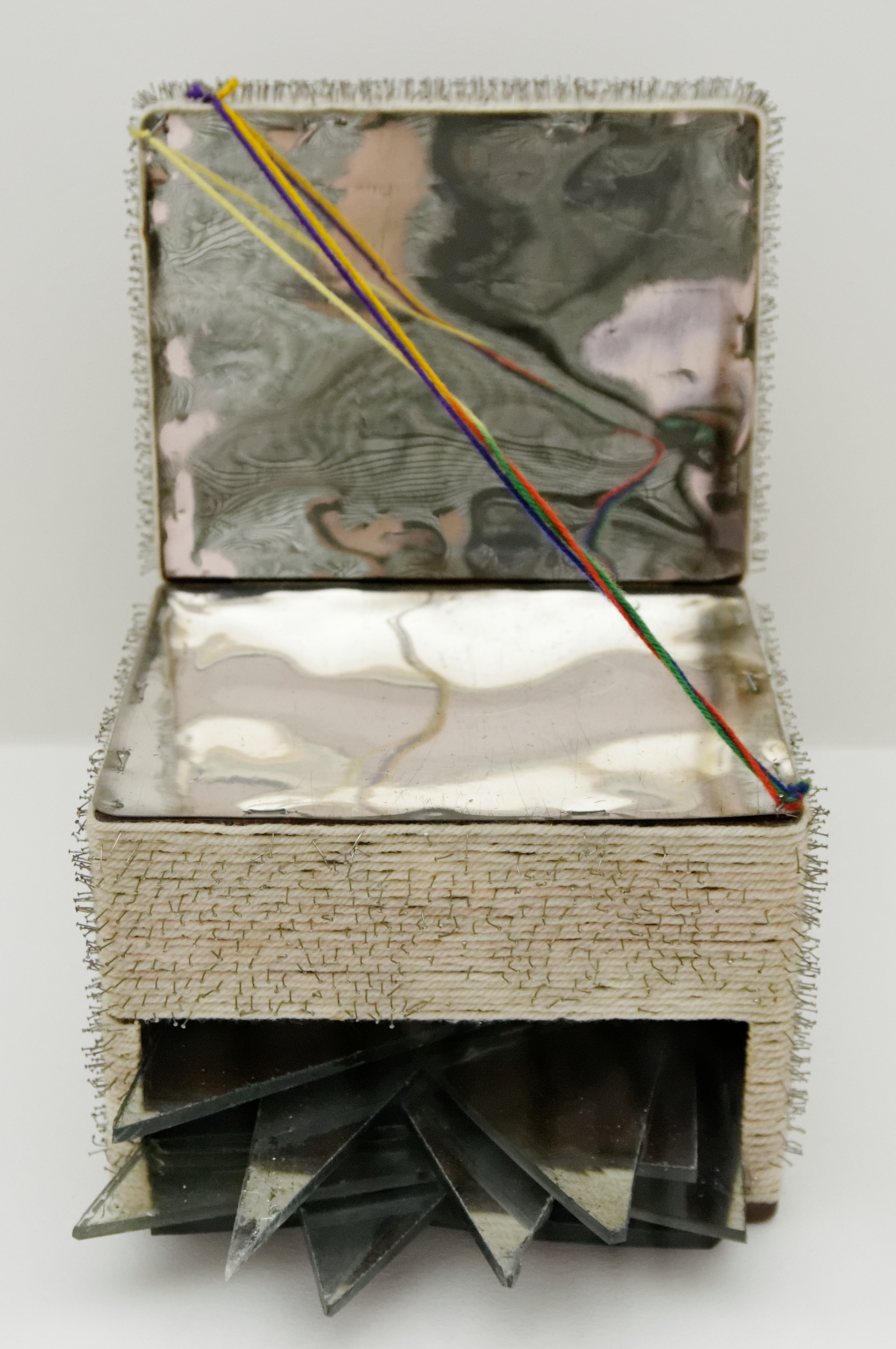
Boîte, 1963, Tate Modern.

Le père de Lucas Samaras s'installe aux États-Unis en 1939, et il est rejoint en 1948 par sa femme et son fils. La famille vit à New York. 
En 1951, Lucas Samaras est élève à la Memorial High School, en même temps que Fabian Zaccone. Entre 1955 et 1959, grâce à une bourse, il étudie à l'université Rutgers de New Brunswick dans le New Jersey où il fait la connaissance d'Allan Kaprow et de George Segal : il participe aux happenings du premier et pose pour les sculptures en plastique du second. Claes Oldenburg — qui le fit également participer à des — le rangera plus tard dans l'« École du New Jersey » (New Jersey school), aux côtés de Kaprow, Segal, George Brecht, Robert Whitman, Robert Watts, Geoffrey Hendricks et Roy Lichtenstein. 
Grâce à la Bourse Woodrow Wilson, Samaras suit ensuite les cours d'histoire de l'art de l'université Columbia de New York avec Meyer Schapiro (1959). En 1961, il est l'élève de Stella Adler au Conservatoire d'Art dramatique de New York. Il commence à exposer à la Reuben Gallery et à la Green Gallery de New York (1962) puis à la Pace Gallery, toujours à New York (1965).
Lucas Samaras est lauréat du Infinity Award for Art en 1986.
Il est choisi pour représenter la Grèce à la 53e Biennale d'art contemporain de Venise en 2009.

## Œuvres
- Box nº 15 (The L Box), 1964, Musée national des beaux-arts du Québec[3]